# غرب شبرا الخيمة (حي)
حي غرب شبرا الخيمة، هو إحدى التقسيمات الداخلية لمدينة شبرا الخيمة بمحافظة القليوبية في جمهورية مصر العربية.